# Questprobe 3: Fantastic Four
Questprobe 3: Fantastic Four is een computerspel voor de Commodore 64. Het spel werd in 1985 door Adventure International uitgebracht. 